# Grabnebelfürsten
Grabnebelfürsten war eine Black-Metal-Band aus Bergisch Gladbach.

## Biographie
Grabnebelfürsten wurde 1998 von Dirk „Sturm Deiner Winter“ Rehfus (Gesang, E-Bass und Keyboard) und Stefan „Hochfinsterwürden“ Scheidsbach (E-Gitarre) gegründet. 1998 stieß Christian „K.R.Eisnebel“ Geipel zur Band und die Band veröffentlichte das erste Demo Zeitenwende – Dem Wort ein Schwert, der Flamme ein Volk. Ein Jahr später folgte das nächste Demo Seelenpoker, für das die Band einige positive Kritiken erhielt. Im Jahr 2000 erschien das Demo Sakralästhetik, das mit dem neuen Bassisten Christian „Glutsturm“ Krieger aufgenommen wurde. Abermals erhielt die Band einige positive Kritiken und das Label Ketzer Records wurde auf die Band aufmerksam und bot einen Vertrag an.
Zur gleichen Zeit verließ Hochfinsterwürden die Band. Als Konsequenz stieß der Gitarrist Marcél „Der Ernst Des Lebens“ Ernstt und zeitgleich Schlagzeuger Matthias Marschhausen zur Band. Die erste Veröffentlichung in der neuen Zusammensetzung wurde 2001 das Album Von Schemen und Trugbildern. 2003 folgte das zweite Album Dynastie – Oder wie man Herrschaft definiert, danach entschloss sich, nach dem Ausstieg von Der Ernst des Lebens, Hochfinsterwürden wieder zur Band zurückzukehren. 2005 erschien das dritte Album Schwarz gegen Weiß, welches über das deutsche Label Black Attakk erschien. Im Januar 2008 verließ Bassist Glutsturm die Band und wurde durch Jan „Tao“ Hamm ersetzt, einem langjährigen Freund der Band.
Momentan arbeitet die Band an dem vierten Album mit dem geplanten Titel Pro Depressiva. Zunächst kündigte die Band an, sich nach Veröffentlichung des Albums aufzulösen, was mittlerweile allerdings wieder zurückgenommen wurde.
Dirk Rehfus ist neben Grabnebelfürsten in den Bands Allvaters Zorn, Das Kammerspiel und Kamera Obskur engagiert. Er betreibt zudem das Independent-Label Lost Souls Graveyard.

## Bandname
Nach Aussagen der Band ist der Name der Gruppe ein Zufallsprodukt, hinter dem sich eine Art „Fuck-Off-Einstellung“ verberge. Auch viele Pseudonyme wären nicht unbedingt ernst zu nehmen. Dirk Rehfus erklärte sein Pseudonym „Sturm Deiner Winter“ als Ergebnis eines winterlichen, nächtlichen Spaziergangs. „Übersetzt heißt er quasi Teil der Naturgewalt zu sein, ein Sturm unter Stürmen, die der Winter über das Land weht um zu verändern und zu erschaffen.“

## Musikstil und Texte
Der Musikstil von Grabnebelfüsten wird in Rezensionen als avantgardistischer Black Metal bezeichnet. Die Kompositionen sind komplex aufgebaut und abwechslungsreich gestaltet. Die Texte sind auf den ersten Werken vornehmlich persönlicher Natur und widmeten sich später „mehr fiktivem und auch abstraktem Gedankengut, wie Kafka es meisterhaft beherrschte“. Aufgrund ihres Stils werden sie häufig mit Nocte Obducta verglichen.

## Diskografie

### Demos
- 1998: Zeitenwende – Dem Wort ein Schwert, der Flamme ein Volk (Wiederveröffentlichung 2000)
- 1999: Seelenpoker
- 2000: Sakralästhetik

### Alben
- 2001: Von Schemen und Trugbildern
- 2003: Dynastie – Oder wie man Herrschaft definiert
- 2005: Schwarz gegen Weiß
- 2013: Pro-Depressiva

### Samplerbeiträge
- 2003: Grabgewalt auf Wurzelgeister